# Mosè e Aronne
Mosè e Aronne (Moses und Aron) è un film del 1975 diretto ma è anche un'opera da Jean-Marie Straub e Danièle Huillet. Il film è dedicato a Holger Meins, un amico dei cineasti, morto nel 1974. Trasposizione cinematografica dell'omonima opera lirica di Arnold Schönberg.